# کرستن تامسون
کرستن تامسون (انگلیسی: Kirsten Thomson؛ زادهٔ ۲۷ سپتامبر ۱۹۸۳) شناگر اهل استرالیا بود.
وی در مسابقات کشوری و بین‌المللی در مجموع برندهٔ ۱ مدال نقره شده‌است.